# 物戀
物性戀（Objectum sexuality）是一種對於特定非生命物體的性取向，指對事物產生的身體吸引或愛慕情緒。

## 概要
物性戀為Eija-Riitta Eklöf Berliner-Mauer所創造的詞，她被認為是第一個出櫃的物性戀者，在1979年與柏林圍牆結婚，其姓氏中的Berliner正來自此處。物性戀的當事人不將對物感到吸引力視為戀物癖，而是作為一種性取向來看待。物性戀者可能有對特定物感到強烈的愛情或自我投入（commitment）的經驗，某些物性戀者表示他們從未考慮過與人類間的性關係或戀愛關係，甚至某些物性戀者有泛靈論的知覺，能夠與物進行溝通。Volkmar Sigusch則認為物性戀反映了現代社會朝向無性戀的趨勢。

## 相關人物
最著名的物性戀者為美国女性射箭选手爱利加·艾菲爾（Erika Eiffel），她在2007年和艾菲爾鐵塔舉行結婚儀式。